# Adalbert Hrehuss
Adalbert Hrehuss (* 1906) war ein rumänischer Fußballspieler. Er bestritt 21 Spiele in der Divizia A. Im Jahr 1928 gewann er mit Colțea Brașov, in den Jahren 1933 und 1935 mit Ripensia Timișoara die rumänische Meisterschaft.

## Karriere

### Vereine
Die Karriere von Hrehuss begann bei CA Timișoara. Dort spielte er in der regionalen Meisterschaft von Timișoara um die Qualifikation zur nationalen Endrunde. Sein Team konnte sich jedoch nicht gegen Chinezul Timișoara durchsetzen. Im Jahr 1926 wechselte er zu Colțea Brașov. Mit seiner neuen Mannschaft qualifizierte er sich im Jahr 1927 erstmals für die Endrunde, unterlag dort aber im Finale Chinezul knapp. Ein Jahr später konnte er mit der Meisterschaft 1928 seinen ersten Titel gewinnen. Anschließend kehrte er zu CA Timișoara zurück und spielte dort bis zum Jahr 1930, als er sich Ripensia Timișoara anschloss. Ripensia durfte sich als Berufsmannschaft nicht an den nationalen Titelkämpfen beteiligen, so dass Hrehuss in dieser Zeit lediglich gegen andere Berufsmannschaften antrat. Dies änderte sich im Jahr 1932, als die Profiliga Divizia A aus der Taufe gehoben wurde. Hrehuss und sein Team gewann dort die erste Meisterschaft. Abgesehen von der Spielzeit 1933/34 kam er nur selten zum Einsatz. Im Sommer 1935 verließ er Ripensia und wechselte zu Maccabi Bukarest in die Divizia B. Dort beendete er im Jahr 1939 seine Laufbahn.

### Nationalmannschaft
Hrehuss kam zweimal in der rumänischen Nationalmannschaft zum Einsatz. Er debütierte am 12. Oktober 1930 im Rahmen des Balkan-Cups gegen Bulgarien. Das Spiel ging mit 3:5 verloren. Seinen zweiten und letzten Einsatz hatte er am 12. Juni 1932 in einem Freundschaftsspiel gegen Frankreich.

## Erfolge
- Balkan-Cup-Sieger: 1929–31
- Rumänischer Meister:  1927/28, 1932/33, 1934/35
- Rumänischer Pokalsieger: 1933/34